# Great Society

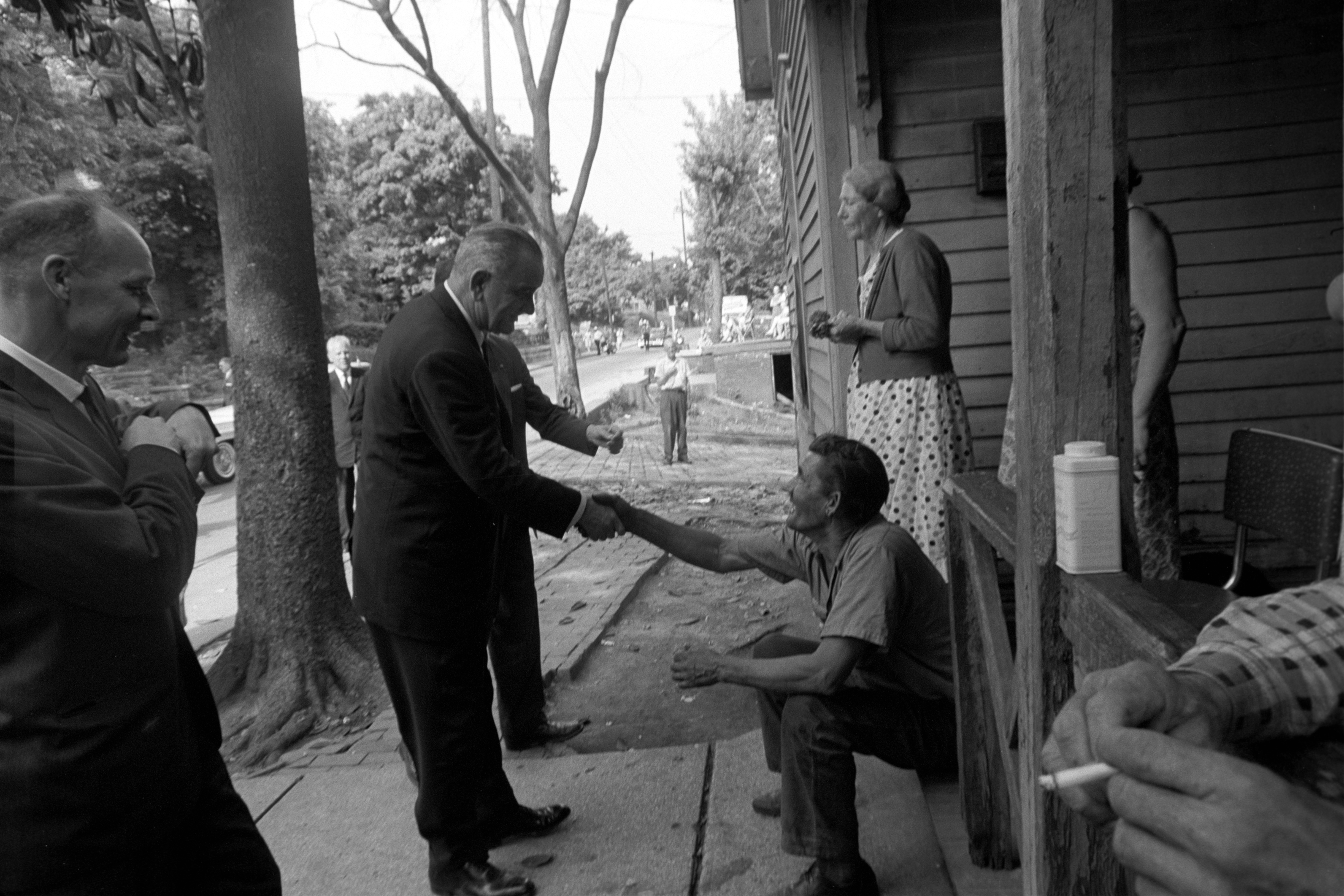
Präsident Johnson bei seiner Reise durch Armenviertel im Mai 1964

Als Great Society (englisch für Großartige Gesellschaft) wird ein aufwendiges Programm sozialpolitischer Reformen der US-Regierung unter dem von 1963 bis 1969 amtierenden Präsidenten Lyndon B. Johnson bezeichnet. Johnson proklamierte es genau sechs Monate, nachdem er das Präsidentenamt nach der Ermordung seines Vorgängers John F. Kennedy übernommen hatte, am 22. Mai 1964 in einer Rede an der Universität Michigan in Ann Arbor. In einer Serie von Reden und Botschaften an den Kongress arbeitete er sein Konzept in den folgenden Monaten weiter aus. Es wurde bis zum Ende von Johnsons Zeit im Weißen Haus im Januar 1969 fortgesetzt. Hauptziele des Reformprogramms waren die Bekämpfung von Armut, Stärkung der Rechte von Afroamerikanern und weiteren Minderheiten sowie umfassende Reformen in den Bereichen Bildung und Gesundheit. Weitere Gesichtspunkte stellten der Umwelt- und Verbraucherschutz sowie der Ausbau der Infrastruktur dar.
Die Great-Society-Programme sind stark am Progressivismus ausgerichtet und können als Fortführung des New Deals der 1930er-Jahre unter Präsident Roosevelt gesehen werden. Die Great-Society-Programme wurden in den 1960er-Jahren durch mehrere Faktoren wie den politischen Führungsstil des Präsidenten Johnson und den großen Erfolgen dessen Demokratischer Partei bei den Wahlen 1964 begünstigt. Während seiner Amtszeit passierten rund 96 Prozent der Gesetzesvorlagen der Johnson-Regierung den Kongress, mehr als unter jedem anderen Präsidenten. Viele der gesetzgeberischen Maßnahmen und daraus resultierenden Programme haben bis heute maßgeblichen Einfluss auf etliche Lebensbereiche in den Vereinigten Staaten.

## Vorgeschichte
Nach der weltweiten Wirtschaftskrise Ende der 1920er-Jahre wählten die US-Amerikaner den Demokraten Franklin D. Roosevelt zum neuen Präsidenten, der in den 1930er-Jahren unter dem Schlagwort New Deal zahlreiche Sozialreformen initiierte. Dazu gehörten die Einführung einer Sozialversicherung (Social Security Act) sowie Programme zur Armutsbekämpfung. Im Zuge des Beginns des Zweiten Weltkrieges und des Kriegseintritts der USA 1941 rückten außenpolitische Angelegenheiten in den Fokus. Durch die spürbare Erholung der Wirtschaft in den Kriegsjahren und den Nachkriegsboom standen die Zeichen der Wirtschaft ohnehin auf Expansion. Nach dem Tode Roosevelts kurz vor Kriegsende 1945 war dessen Nachfolger im Amt des Präsidenten Harry S. Truman bestrebt, sozialpolitische Reformen unter dem Schlagwort Fair Deal (in Anlehnung an den New Deal) fortzusetzen. Truman widmete sich auch erstmals dem weit verbreiteten Problem der Rassendiskriminierung. Per exekutivem Erlass sorgte seine Anordnung zur Beendigung der Rassentrennung in den US-Streitkräften für Aufsehen. Zahlreiche Afroamerikaner profitierten bereits in erheblichen Maßen von den New-Deal-Programmen. Trumans Bemühen unter anderem um eine Ausweitung der Sozialversicherung wurde dagegen zunächst durch die Zwischenwahlen 1946 gebremst, da seine Demokraten in beiden Kammern des US-Kongresses ihre Mehrheit an die Republikanische Partei verloren. Truman konnte zwar das Präsidentenamt 1948 gegen den Republikaner Thomas E. Dewey verteidigen sowie erneut die Mehrheit der Mandate im Kongress erringen, jedoch waren seine in den USA als liberal angesehenen Positionen zu jener Zeit schwierig umzusetzen, da konservative Demokraten und viele Republikaner eine „Konservative Koalition“ gegen die Reformambitionen Trumans, der bis 1953 im Amt blieb, bildeten.
Nach der gemäßigt-republikanischen Regierung Eisenhower übernahm 1961 der Demokrat John F. Kennedy die Präsidentschaft, der umfassende Sozialreformen unter dem Titel New Frontier plante. Insbesondere sollten die nach seinem Amtsantritt wieder ansteigenden Armutszahlen gesenkt und die Bürgerrechte Afroamerikaner gestärkt werden. Während die Kennedy-Regierung außenpolitisch im Kalten Krieg wichtige Akzente setzen konnte, blieben weitreichende innenpolitische Reformen zunächst aus. Im Sommer 1963 sprach Kennedy sich für die landesweite Aufhebung der Rassentrennung aus. Allerdings schien eine parlamentarische Mehrheit hierfür nicht gesichert. Die meisten seiner innenpolitischen Ambitionen konnte Kennedy bis Herbst 1963 nicht umsetzen. Im November 1963 wurde er im texanischen Dallas ermordet.
Gemäß der Verfassung übernahm sein bisheriger Vizepräsident Lyndon B. Johnson das Amt des Präsidenten. Johnson, der im Gegensatz zu seinen Vorgängern über langjährige Erfahrung im Gesetzgebungsprozess verfügte, kündigte eine entschiedene Umsetzung der sozialen Reformen an. In seiner Neujahrsansprache im Januar 1964 verkündete er das Programm der Great Society, das er im Rahmen öffentlicher Reden im Frühjahr 1964 konkretisierte. Neben der Beseitigung der Diskriminierung von Afroamerikanern standen vor allem die Armutsbekämpfung (war on poverty) sowie bildungsfördernde Programme im Vordergrund.

## Überblick

### Bürgerrechte

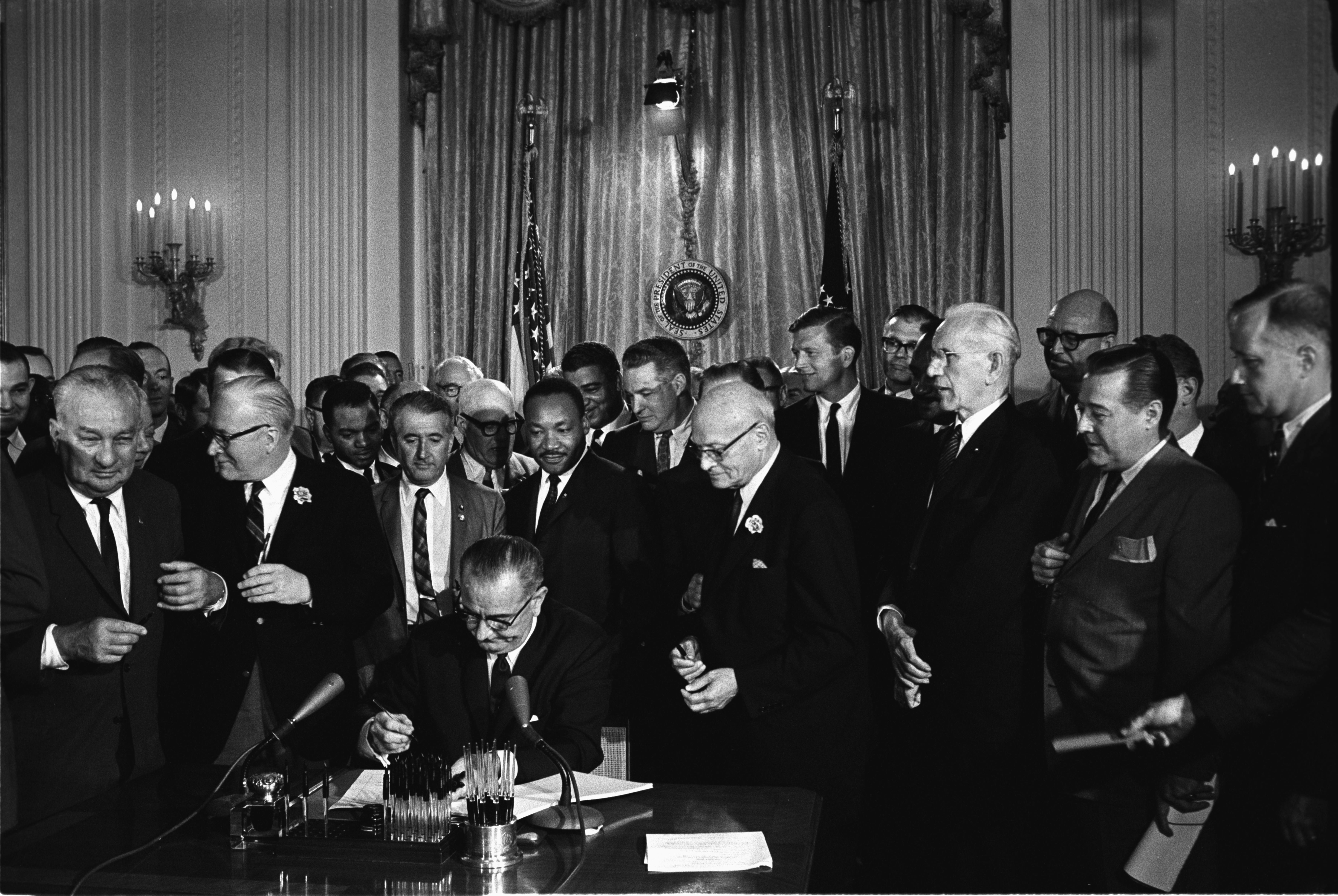
Der Civil Rights Act of 1964 wird im Juli 1964 von Präsident Johnson unterschrieben.

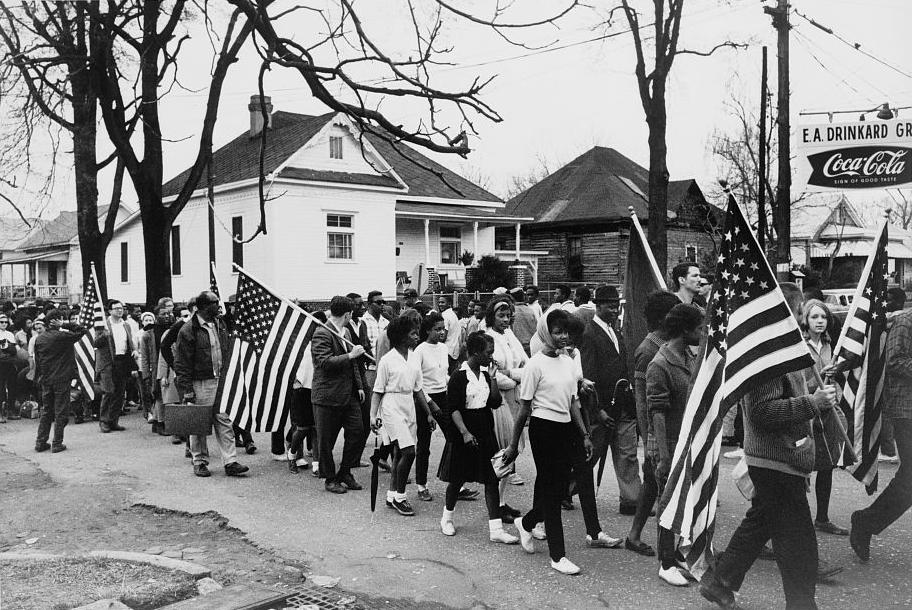
Marsch der Bürgerrechtsbewegung in Alabama im Frühjahr 1965

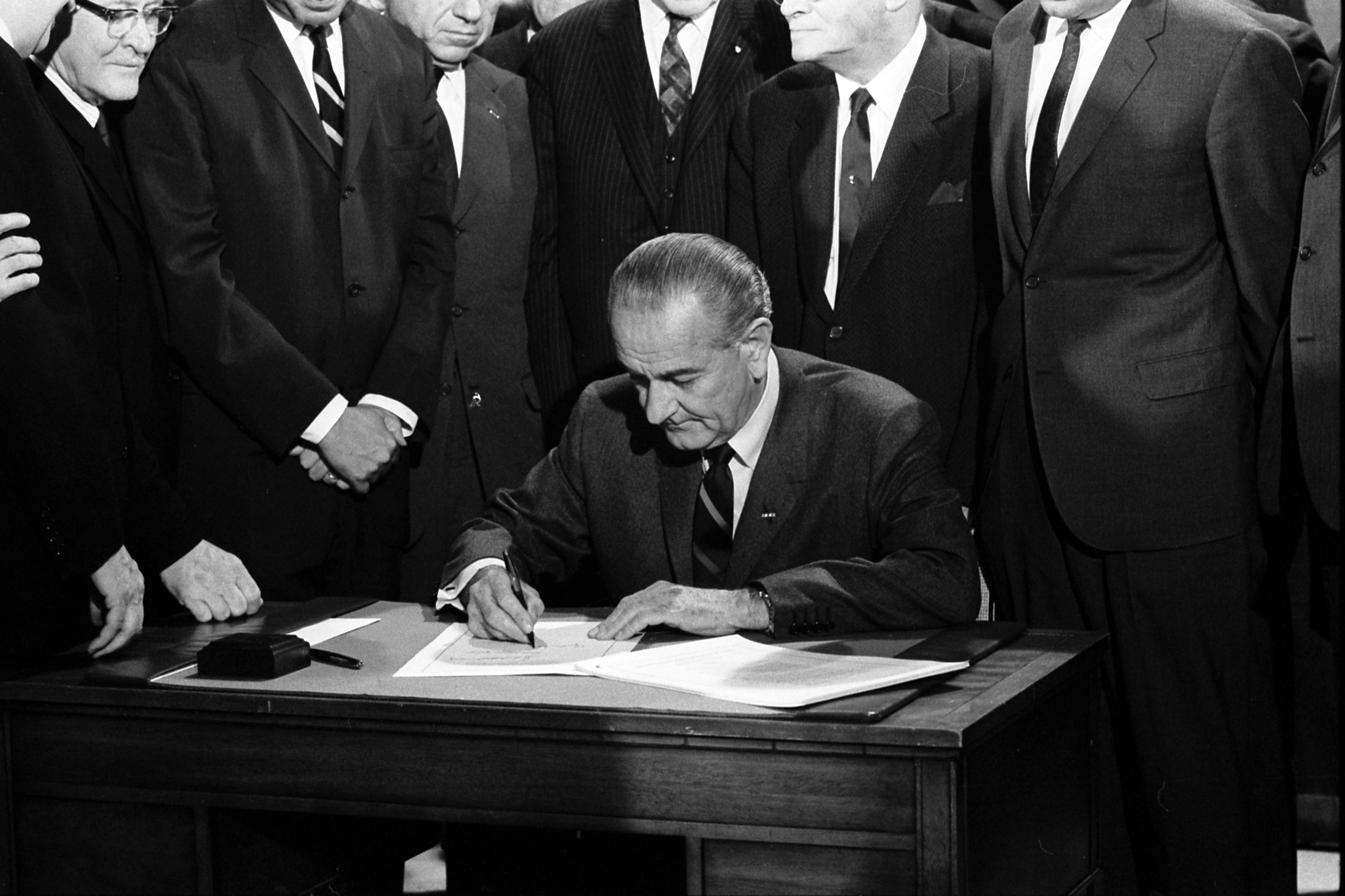
Präsident Johnson bei der Unterzeichnung des Civil Rights Act of 1968

Präsident Lyndon B. Johnson war ein entschiedener Gegner der Rassendiskriminierung und unterstützte nach seinem Amtsantritt die Bürgerrechtsbewegung (Civil Rights Movement) der Afroamerikaner unter Führung des bekannten Bürgerrechtlers Martin Luther King. Zwar waren Afroamerikaner seit dem Ende des Sezessionskrieges 1865 formal frei und besaßen die Bürgerrechte, doch herrschten auch zu Beginn der 1960er-Jahre Rassentrennung, Diskriminierung und Vorurteile gegenüber dunkelhäutigen Amerikanern vor. Ein von Präsident Kennedy vorgeschlagenes Gesetz zur Aufhebung der Rassentrennung schien zum Zeitpunkt von dessen Tod im Kongress kaum durchsetzbar. Johnson unterstützte dessen rasche Verabschiedung und übte gegenüber den Mitgliedern des Kongresses, von denen er viele persönlich kannte, erheblichen Druck aus. Nachdem das Repräsentantenhaus einem Entwurf zustimmte, kam es im Senat zu einem Filibuster (Dauerreden) von Senatoren, die sich gegen das Gesetz wandten. Eine Verabschiedung wurde daraufhin erneut in Frage gestellt. Präsident Johnson stellte sich hingegen auf den Standpunkt, der Entwurf müsse energisch weiterverfolgt werden, sodass auf seine Initiative hin das Plenum den Filibuster per Abstimmung beendete. Nach langen Beratungen passierte die Vorlage die Kongresskammer und trat, nachdem sie Johnson im Rahmen einer Zeremonie am 2. Juli 1964 unterzeichnet hatte, in Kraft. Der Civil Rights Act of 1964 gilt als das bedeutendste US-Bundesgesetz zur Gleichstellung afroamerikanische Bürger und hatte nachhaltige Auswirkungen auf viele Bereiche des Lebens. Afroamerikaner konnten nun in die gleichen Restaurants, Schwimmbäder oder Läden gehen, dunkelhäutige Kinder konnten fortan dieselben Schulen besuchen wie Weiße.
Als Bürgerrechtsaktivisten wie Martin Luther King, die bis 1966 in stetigem Kontakt zum Weißen Haus waren, die Verabschiedung eines Gesetzes zur Stärkung des Wahlrechts für Afroamerikaner forderten, erklärte Präsident Johnson Ende 1964 zunächst, es sei nicht möglich, nach dem Bürgerrechtsgesetz von 1964 ein weiteres im Jahr darauf zu verabschieden. Dieses müsse noch warten. Daraufhin kam es im Frühjahr 1965, besonders in Städten des Südens, zu zahlreichen überwiegend friedlichen Kundgebungen von Afroamerikanern. Johnson hatte jedoch dem Wunsch entsprochen, diese Protestmärsche der Schwarzen durch Bundestruppen zu schützen. Nach mehreren Demonstrationen änderte Johnson schließlich seine Meinung und erklärte in seiner Sondersitzung des Kongresses im März 1965, ein Wahlrechtsgesetz müsse verabschiedet werden. Eine Verabschiedung des Voting Rights Act gelang im Sommer 1965. Das am 6. August 1965 von Johnson unterschriebene Gesetz hob rassendiskriminierende Wahltests auf und führte zu einer sprunghaft ansteigenden Zahl von registrierten Wählern afroamerikanischer Herkunft. Besonders in den Südstaaten, wo die Rassenprobleme am ausgeprägtesten waren, konnte ein starker Anstieg an afroamerikanischen Wählern verzeichnet werden. Weniger bekannt ist, dass sich der Voting Rights Act sich nicht nur auf Afroamerikaner, sondern auch auf alle weiteren Minderheiten bezog. Das Gesetz sieht außerdem die Entsendung von Wahlbeobachtern in Regionen vor, wo Diskriminierungen als besonders wahrscheinlich gelten.
Das Verhältnis zwischen dem Präsidenten und führenden Figuren der Bürgerrechtsbewegung wie Martin Luther King blieb nicht dauerhaft positiv. Außenpolitisch geriet der Vietnamkrieg mehr und mehr in den Vordergrund, gegen den sich eine wachsende Zahl der Bürger wendete. Nach anfänglichem Zögern kritisierte King den Präsidenten, der das Ziel der Verhinderung einer kommunistischen Machtübernahme in dem südostasiatischen Land verfolgte, zunehmend für seine Politik. Johnson wies dies stets entschieden zurück und distanzierte sich immer weiter von dem Bürgerrechtler. Er änderte zwar nicht seine grundsätzliche Haltung, Afroamerikanern müssten gleiche Rechte und Chancen eingeräumt werden, betrachtete Kings Äußerungen zu außenpolitischen Themen allerdings zunehmend als Belastung, sodass King de facto zur unerwünschten Person im Weißen Haus wurde. Nach der Ermordung Kings im April 1968 würdigte der Präsident ihn dennoch als bedeutende Persönlichkeit und rief Afroamerikaner auf, gewaltsame Ausschreitungen nach Kings Vorbild zu verurteilen. Dennoch kam es in den folgenden Wochen zu erbitterten Krawallen in vielen US-Großstädten. Kurz nach dem Tode Kings gelang es Johnson, erneut ein bedeutendes Bürgerrechtsgesetz im Rahmen der Great Society zu verabschieden. Der Civil Rights Act of 1968 sollte es für Afroamerikaner einfacher machen, Wohnraum zu finden, und weitete damit das Gesetz von 1964 aus. Neben gesetzgebenden Initiativen nutzte Johnson außerdem seine exekutiven Vollmachten als Staats- und Regierungschef, indem er als erster US-Präsident hohe Positionen in Kabinett und Oberstem Gerichtshof mit Afroamerikanern besetzte.

### Wahlen 1964

Ergebnis der Präsidentschaftswahl 1964 nach Bundesstaaten

Als 1964 erneut Präsidentschaftswahlen anstanden, bildete die Great Society das zentrale innenpolitische Wahlkampfthema Johnsons. Johnson forderte den Ausbau des Wohlfahrtstaates in vielen Bereichen sowie die Verbesserung der Lebensbedingungen Schwarzer. Hatten die Republikaner 1960 noch den gemäßigteren Richard Nixon zum Präsidentschaftskandidaten erklärt, der Kennedy nur knapp unterlag, gelang es 1964 dem erzkonservativen Senator Barry Goldwater aus Arizona, sich die Spitzenkandidatur zu sichern. Goldwater stand für einen massiven Abbau von Sozial- und Wohlfahrtsprogrammen, zudem war er bekannt für seine Ablehnung der Rassenpolitik des Präsidenten. Er forderte, diese den Staaten zu überlassen, und trat auch außenpolitisch aggressiv auf. Die Wahl am 3. November 1964 endete jedoch in einem Fiasko für Goldwater und seine Partei: Johnson hatte ihn mit dem größten Stimmenanteil in der Bevölkerung (Popular Vote) in der Geschichte der USA in Höhe von 61,1 Prozent geschlagen (Goldwater erreichte 38,5 Prozent). Lediglich einige konservativ geprägte Südstaaten hatten Goldwater gewählt, sodass er 52 Stimmen im Wahlmännergremium erreicht hatte, während Johnson dort 486 auf sich vereinte. Die Demokratische Partei konnte aufgrund dieser Stimmung gegen das Republikanische Programm auch ihre ohnehin deutlichen Mehrheiten im Kongress ausbauen. Im Senat saßen fortan 68 Demokraten 32 Republikanern gegenüber, im Repräsentantenhaus gewannen Johnsons Demokraten 295 Sitze, die Republikaner errangen 140 Mandate (→ siehe hierzu: Wahl zum Senat der Vereinigten Staaten 1964 und Wahl zum Repräsentantenhaus der Vereinigten Staaten 1964).
Johnson betrachtete das deutliche Votum der Wähler als klares Mandat, die Great-Society-Programme weiter auszuweiten. Die soliden Mehrheiten seiner Partei im Kongress ermöglichten diese Ausweitung durch die hohe Anzahl von liberalen Abgeordneten, die im Kapitol Einzug hielten. Jene „konservative Koalition“ aus Südstaaten-Demokraten und Republikanern, die unter Truman und Kennedy Gesetze blockiert hatten, konnten ihre Politik aufgrund des Machtverlustes nicht länger aufrechterhalten. Der Präsident verfügte nun bei besonders vielen Parlamentariern liberaler Weltanschauung über breite Zustimmung.

### Armutsbekämpfung und Bildung

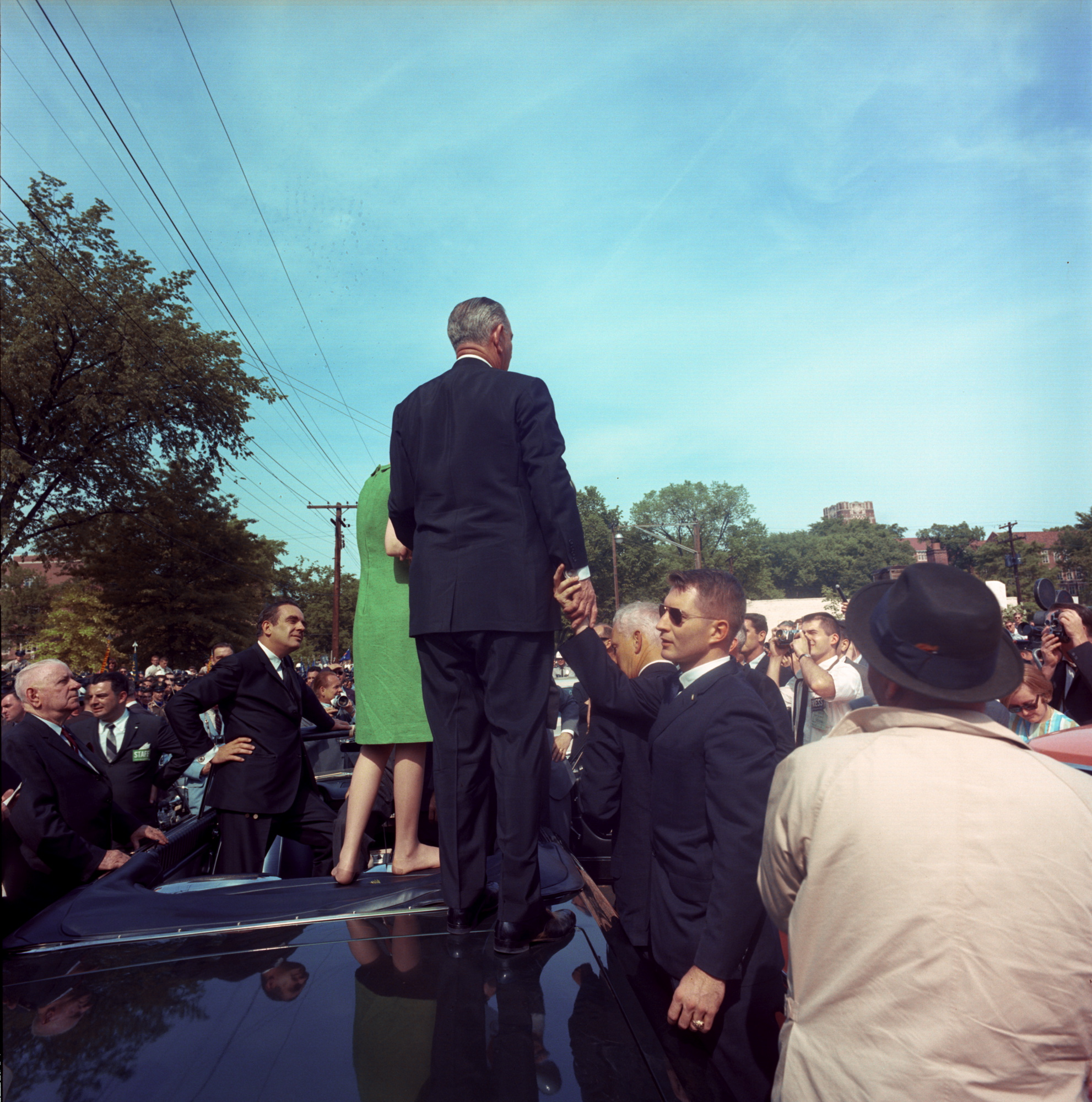
Präsident Johnson während seiner Reise durch Armenstadtteile, hier in Knoxville im Mai 1964

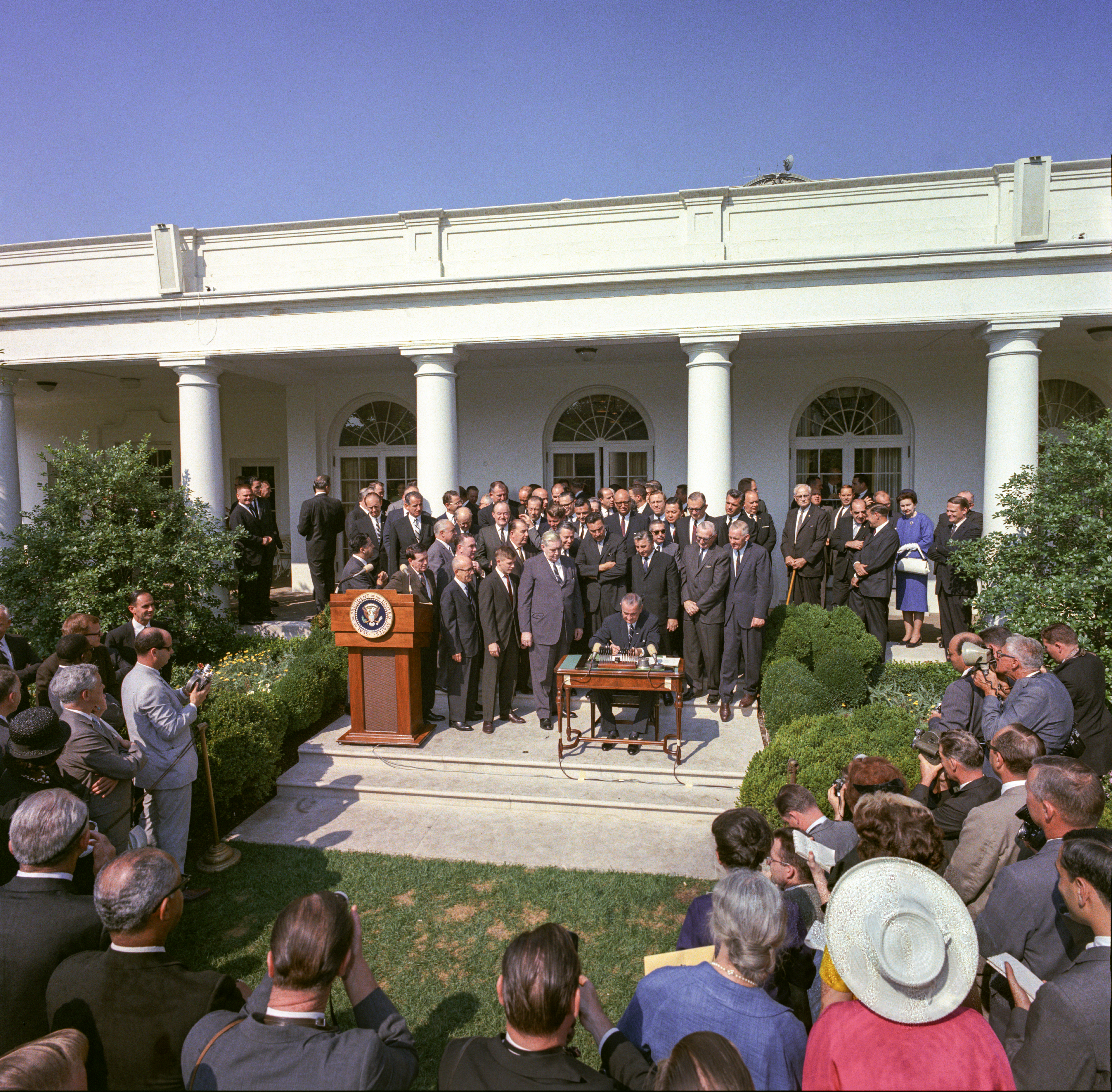
Unterzeichnung des Economic Opportunity Act of 1964

Ein zentraler Gesichtspunkt der Great Society war die Bekämpfung der Armut („war on poverty“). Johnson verkündete in seiner State of the Union Address im Januar 1964: „Diese Regierung erklärt hier und jetzt den bedingungslosen Krieg gegen die Armut in Amerika“. Trotz der florierenden Wirtschaft und des wachsenden Wohlstands in den Vereinigten Staaten lebten 1963/64 rund 23 Prozent der US-Bürger in Armut. Bei Afroamerikanern lag diese Zahl sogar bei 58 Prozent. Johnson gelang es noch im Jahre 1964, umfassende Gesetze durch den Kongress zu bringen, die auf die Reduzierung der Armutszahlen zielten. Der Economic Opportunity Act von 1964 schuf Programme zur Armutsbekämpfung auf lokaler Ebene. Gesetzliche Verordnungen von 1964 und 1965 riefen insbesondere zahlreiche Programme ins Leben, die es Kindern aus armen Familien ermöglichte, die Vorschule zu besuchen, um ihre späteren Chancen im Leben zu verbessern. Weitere Initiativen dienten der Förderung von Bildung (vor allem auch während und nach der Schule) bei Bürgern, die als arm galten. Im Bildungsbereich zählten hierzu die Schaffung von Teilzeitklassen mit dem Ziel einer höheren Lernqualität sowie die Bereitstellung von finanziellen Mitteln für Unterrichtsmaterialien. Die staatlichen Initiativen sollten nach Vorstellung Johnsons und des Kongresses nicht nur auf die Inanspruchnahme von Programmen ausgelegt sein, sondern insbesondere durch eine höhere Qualität an Bildung den betroffenen Menschen selbst den „Ausbruch“ aus der Armut zu ermöglichen. Dazu gehörten auch verschiedene Programme für die Berufsvorbereitung, die vorwiegend jungen Menschen gewidmet wurden. Weitere wichtige Initiativen waren Vorhaben zur Sanierung von Slums und der soziale Wohnungsbau.
Die Sozialprogramme zur Armutsbekämpfung führten rasch zu wachsenden Staatsausgaben. 1964 wurde bereits eine Milliarde US-Dollar bereitgestellt, 1965 hatte sich diese Summe verdoppelt. Die Zahl der in Armut lebenden Bürger sank innerhalb von fünf Jahren von 23 auf unter 13 Prozent. Bei Afroamerikanern ging diese Zahl von 58 auf 27 Prozent zurück.
Der am 11. April 1965 von Johnson unterzeichnete Elementary and Secondary Education Act of 1965 beendete das lange Zeit währende Tabu der Bundesregierung, zusätzliche Mittel für Bildung bereitzustellen (was überwiegend Sache der Einzelstaaten ist). Das Gesetz stellte rund eine Milliarde US-Dollar für den Ausbau von Bildungseinrichtungen bereit. Darunter fielen insbesondere die Erweiterung der Lernangebote an Schulen und die Beschaffung neuer Lehrmittel. Eine 1968 verabschiedete gesetzliche Verordnung stellte außerdem Finanzen für verschiedene Englisch-Sprachkurse zur Verfügung, die überwiegend für Immigranten gedacht waren. Dieses Programm lief jedoch im Jahre 2002 aus.

### Gesundheitspolitik

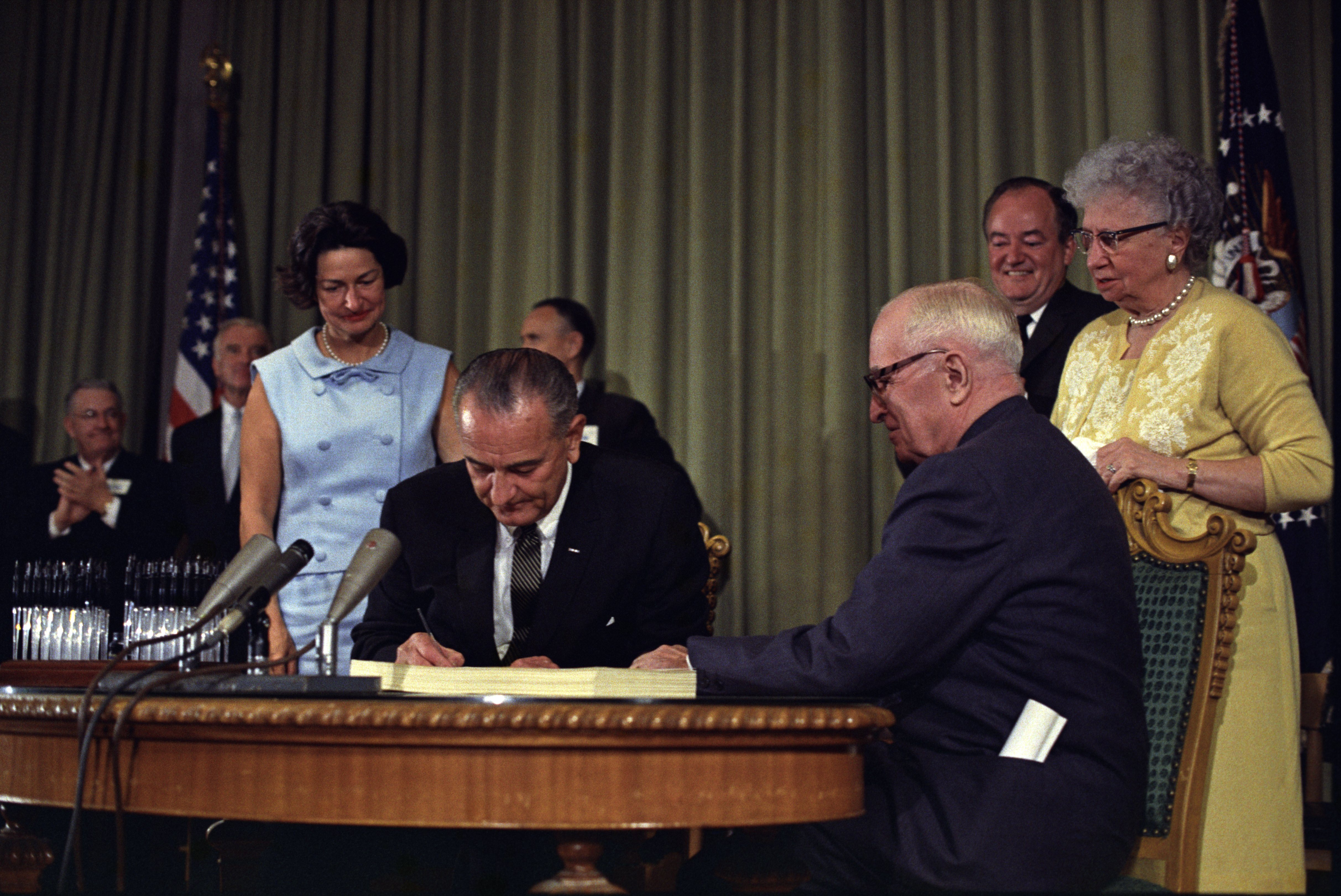
Johnson unterschreibt den Social Security Act of 1965, rechts im Bild Ex-Präsident Harry S. Truman.

Am 30. Juli 1965 unterzeichnete Johnson den Social Security Act of 1965 in Independence (Missouri) im Beisein des ehemaligen Präsidenten Harry S. Truman. Der neu eingeführte steuer- und beitragsfinanzierte Gesundheitsschutz umfasste einerseits Medicare, eine öffentliche und bundesstaatliche Krankenversicherung überwiegend für Rentenbezieher ab einem Alter von 65 Jahren, und andererseits die nur aus Steuern des Bundes, der Bundesstaaten und der Gemeinden finanzierte Medicaid, eine Krankenfürsorge für besonders bedürftige Menschen, und schloss damit eine zentrale Lücke des New Deals. Präsident Truman hatte während seiner Amtszeit ein ähnliches Gesetz geplant, das der Kongress ablehnte.

### Umwelt
Ein weiterer Gesichtspunkt der Great-Society-Programme war eine Verbesserung des Umweltschutzes. Obwohl Umweltpolitik in den 1960er-Jahren ein Randthema war, wurden im Rahmen des Programmes einige Gesetze von zentraler Bedeutung erlassen: So verabschiedete der Kongress auf Initiative Johnsons und seines Innenministers Stewart Lee Udall den Water Quality Act, ein Gesetz, das die Qualität der Gewässer in den Vereinigten Staaten gewährleisten sollte. Der Clean Air Act von 1963 machte die Luftreinheit erstmals zu einem maßgeblichen Aspekt der Industrie- und Energiepolitik. Im Zuge der Great Society wurden der Grundstein für den Artenschutz auf Bundesebene gelegt und vier Nationalparks, sechs National Monuments, acht National Sea- und Lakeshores, neun National Recreation Areas und 20 National Historic Sites eingerichtet sowie 56 National Wildlife Refuges des United States Fish and Wildlife Service gewidmet. Am 2. Oktober 1968 setzte Johnson mit seiner Unterschrift den Wild and Scenic Rivers Act, der neben dem Schutz von Flüssen auch die Neuansiedlung von Wild in Flussnähe vorsah, in Kraft.

### Verbraucherschutz
Das Thema Verbraucherschutz wurde im Rahmen der Great-Society-Sozialreform ebenfalls aufgegriffen, so wurden staatliche Qualitätsstandards für viele Produkte wie Fleisch durch den Wholesome Meat Act von 1967 eingeführt. Weitere Qualitätsstandards wurden für Elektronik und Kleidung erlassen.

### Waffenkontrolle
Unter dem Eindruck der tödlichen Attentate auf den Bürgerrechtler Martin Luther King sowie Robert F. Kennedy im April und Juni 1968 strebte die Johnson-Regierung eine Verschärfung des Waffenrechts an. Nach langen Beratungen im Kongress wurde im Oktober 1968 der Gun Control Act verabschiedet. Dieser sah unter anderem ein Verbot für vollautomatische Schusswaffen sowie die Illegalisierung von privatem Postversand von Waffen vor. Der Präsident unterzeichnete es am 22. Oktober 1968, sprach jedoch von der Erforderlichkeit weiterer Maßnahmen. Seit zwei größeren Amokläufen in den USA im Jahr 2012 und dem Bemühen der Regierung Präsident Obamas um weitere Maßnahmen auf Bundesebene sind das Waffenrecht sowie die Maßnahmen der Great Society in den 1960er-Jahren wieder verstärkt in der US-Öffentlichkeit thematisiert worden.

### Kongresswahlen 1966
Nachdem im 88. und 89. Kongress (1963 bis 1965 und 1965 bis 1967) bis Ende 1966 zahlreiche Programme der Great Society auf den Weg gebracht worden waren, musste Johnson bei den Zwischenwahlen 1966 (sogenannte midterm elections) einen Rückschlag für sein Regierungsprogramm hinnehmen. Hatten bei den Wahlen im November 1966 die Demokraten im Senat lediglich drei Sitze verloren (sie verfügten statt 67 nun über 64 von 100 Sitzen), waren es im Repräsentantenhaus 47 Mandate, die die Republikanische Partei hinzugewinnen konnte. Zwar war die Partei des Präsidenten noch immer deutlich in der Mehrheit, aber das Ergebnis spiegelte die wachsende Unzufriedenheit der Bevölkerung mit außenpolitischen Entwicklungen wie dem Vietnamkrieg wider, der eine wachsende Polarisierung der US-amerikanischen Gesellschaft hervorrief. Die Wahlen 1966 bedeuteten zwar nicht das Ende der Great Society, doch war 1967, nachdem im Januar der neugewählte Kongress zusammentrat, eine Verlangsamung spürbar. Bedingt durch die steigenden Kosten des militärischen Engagements in Vietnam musste zudem die Ausgabenerhöhung gebremst werden.

### Endphase in der Johnson-Regierung
Das Jahr 1968 hingegen führte trotz der gespannten außenpolitischen Situation und unter dem Eindruck einer polarisierten Gesellschaft in den USA nochmals zu einer „Welle“ an wichtigen Gesetzgebungen im Rahmen des Programms. Präsident Johnson hatte am 31. März 1968 seinen Verzicht auf eine weitere Amtsperiode erklärt, womit er am 20. Januar 1969 aus dem Amt schied. Sein Nachfolger wurde der Republikaner Richard Nixon, der sich in einer knappen Wahl gegen Johnsons Vizepräsidenten Hubert H. Humphrey durchsetzen konnte.

## Aus- und Nachwirkungen

Entwicklung der Armutsquote in den USA zwischen 1959 und 2017; oben die Gesamtanzahl an Menschen, unten der prozentuale Anteil an der Gesamtbevölkerung

Gegen Ende der Amtszeit Johnsons und in den folgenden Jahren waren die Auswirkungen der Great-Society-Programme in vielen Lebensbereichen spürbar und bedeuteten zugleich die größte Ausdehnung und Akzeptanz des amerikanischen Sozialstaates. Unter Johnsons republikanischen Nachfolgern Richard Nixon (1969–1974) und Gerald Ford (1974–1977) wurden einige Programme der Great Society erweitert und neue hinzugefügt. Insbesondere im Umwelt- und Naturschutz trieb Nixon Ideen aus der Ära Johnson fort und konnte dort maßgebliche Erfolge erzielen. Weiterhin initiierte Nixon mit seinem Programm War on Cancer eine Förderung der Krebsbekämpfung. Auch Nixons Initiative zur Verbrechensbekämpfung War on Crime lehnte sich an die Idee der Great Society an. Der „Kampf gegen die Armut“ hingegen wurde unter Nixon und Ford etwas zurückgeschraubt, indem dessen Verwaltung umstrukturiert wurde. Viele der Great-Society-Programme blieben auch in den folgenden Jahren bestehen, allerdings wurden die finanziellen Mittel unter der Regierung von Präsident Ronald Reagan in den 1980er-Jahren und im Zuge von dessen Wirtschaftspolitik unter dem Schlagwort Reaganomics drastisch gekürzt. Die Armutsstatistik stieg durch die teilweise massiven Kürzungen im Sozialetat (und die Aufstockung der Militärausgaben) wieder an, was durch wirtschaftliche Flauten der vorangegangenen 1970er-Jahre begünstigt wurde. Gleichzeitig erreichte das Haushaltsdefizit unter Reagan trotz der Sozialkürzungen einen Rekordstand.
Es lässt sich beobachten, dass zahlreiche Kerninhalte der Great Society auch im 21. Jahrhundert aktuelle Themen in der US-Öffentlichkeit sind. Einige Beobachter sehen die Präsidentschaft Barack Obamas durchaus in der Tradition der Great Society und des New Deal. So gelang es Obama, mit dem Patient Protection and Affordable Care Act eine staatliche und allgemeine Krankenversicherung zu verabschieden, die wie die Initiativen der Great Society auf einen breiten Zugang ärmerer Menschen zur Gesundheitsversorgung abzielt. Obama würdigte in einem Interview die Reformen der Great Society unter Lyndon B. Johnson und bezeichnete sie als eine der wichtigsten innenpolitischen Errungenschaften neben dem New Deal unter Präsident Franklin D. Roosevelt und dem Erhalt der nationalen Einheit im Bürgerkrieg unter Präsident Abraham Lincoln.
Die historische Beurteilung vieler Programme der Great Society hängt heute größtenteils von der politischen Überzeugung der Kritiker ab. Konservative kritisieren die hohen staatlichen Ausgaben, die mit der Great Society verbunden waren, und sind der Auffassung, die staatlichen Programme sollten zurückgeschraubt und mehr private Vorsorge betrieben werden. Sie lehnen eine Übernahme von Verantwortung des Staates für viele der Great-Society-Bereiche ab. Linksliberal eingestellte US-Amerikaner argumentieren dagegen, die Great-Society-Programme hätten zahlreichen unterprivilegierten Menschen aus der Armut zu bescheidenem Wohlstand verholfen sowie das Bildungssystem verbessert. Unter den meisten Historikern sowie Johnson-Biografen fällt die historische Einordnung der Great Society jedoch überwiegend positiv aus, da die Programme „nachhaltige Verbesserungen im Sozialwesen mit sich brachten“. Von Historikern nahezu durchgehend positiv bewertet wird die Rassenpolitik der Great Society unter Johnson, die zur Aufhebung der Rassentrennung sowie die Stärkung der Wahl- und Bürgerrechte von Afroamerikanern und anderen Minderheiten führte.